# Christiane Kubrick
Christiane Susanne Harlan Kubrick, nata Harlan (Braunschweig, 10 maggio 1932), è un'attrice, pittrice, cantante e ballerina tedesca, ultima moglie del regista statunitense Stanley Kubrick dal 1958 fino alla morte di quest'ultimo nel 1999.

## Biografia
Nata in una famiglia di attori, è la sorella di Jan Harlan, produttore esecutivo di Barry Lyndon, Shining, Full Metal Jacket e Eyes Wide Shut, nonché produttore e regista del documentario Stanley Kubrick: A Life in Pictures. È nipote del controverso regista cinematografico Veit Harlan, autore di Süss l'ebreo. Nel 2001, anno nel quale si svolge 2001: Odissea nello spazio, ha partecipato alla realizzazione del documentario Stanley Kubrick: A Life in Pictures, diretto da Jan Harlan e nel quale si possono ascoltare interviste ad amici e collaboratori di Stanley, quali György Ligeti, Woody Allen, Tom Cruise, Jack Nicholson, Shelley Duvall e Malcolm McDowell.
Dopo la separazione dal primo marito (Werner Bruhns) si sposò con Kubrick, che l'aveva scelta per interpretare il ruolo della ragazza tedesca nel suo film antimilitarista Orizzonti di gloria (1957): Christiane è l'unica donna ad apparire in tutta la pellicola, precisamente nella scena finale, quando canta la canzone tedesca Der treue Husar al gruppo di soldati nella locanda; nei titoli di coda è inoltre accreditata come Susanne Christian. Dal matrimonio con il regista nacquero due figlie, Anya (anche lei pittrice) e Vivian. Christiane Kubrick aveva avuto una figlia dal primo marito, Katharina, che ha sempre considerato il regista il suo vero padre. Dopo la morte di Kubrick, lei e le figlie hanno rilasciato alcune interviste per ricordarlo e per smentire la sua immagine di "tiranno" sul set e nella vita di tutti i giorni, ribadendo che, usando le parole dell'amico di famiglia e direttore del doppiaggio Riccardo Aragno, "con lui non si faceva altro che scherzare". Christiane e la famiglia non hanno mai approvato le biografie del regista scritte da John Baxter, Raphael e altri, perché, secondo loro, inesatte.
Diplomatasi in arte, ha studiato a New York e in California. I suoi quadri sono visibili in Arancia meccanica (nella casa dei genitori di Alex DeLarge, nell'abitazione dello scrittore, interpretato da Patrick Magee, e infine nella clinica per dimagrire visitata da Alex) e in Eyes Wide Shut (nell'abitazione dei due protagonisti, nella quale sono visibili anche opere di una delle sue figlie, anche lei pittrice). Christiane Kubrick ha una scuola di disegno e pittura a St Albans, dove viveva con il celebre marito. Questa scuola, da lei gestita insieme alla figlia maggiore Katharina, promuove corsi artistici, mostre di pittura, scultura e cinema. Esposizioni dei suoi quadri e delle sue sculture hanno interessato il progetto Art in Action del 1989. Il suo ultimo progetto è stato nel 2004, e consisteva in una rassegna artistica a Childwickbury. Nel 2009 è morta la sua seconda figlia, Anya, colpita pochi anni prima dal cancro. Inoltre dal 2000 la famiglia Kubrick non ha più legami con la terza figlia, Vivian, che è diventata un'affiliata alla chiesa di Scientology.